# Brzozdowce
Brzozdowce (ukr. Берездівці, trb. Berezdiwci) – wieś na Ukrainie, dawniej miasteczko, w rejonie stryjskim (do 2020 roku w rejonie mikołajowskim) obwodu lwowskiego. Obecnie wieś liczy 1658 mieszkańców.

## Historia
Została założona w 1410 przez Mikołaja Beńko. W tym samym roku erygowano parafię rzymskokatolicką. Wcześniej wzniesiono tu drewniany kościół pw. Narodzenia Najświętszej Marii Panny, który w 20. latach XVII w. zniszczyli Turcy i Tatarzy, a na początku XVIII w. Szwedzi. 
W 1880 wieś liczyła 1920 mieszkańców (wyznania rzymskokatolickiego 628, greckokatolickiego 652, Żydów 640). 
W II Rzeczpospolitej wieś położona w powiecie bóbreckim województwa lwowskiego. Siedziba gminy Brzozdowice. W 1931 r. wieś liczyła 1672 mieszkańców, z których Polacy stanowili większość. Do sołectwa należała kolonia Laski.W czasie II wojny światowej działała tu polska samoobrona. W różnych okolicznościach nacjonaliści ukraińscy z OUN-UPA zamordowali 25 Polaków.

## Zabytki

### Kościół
W 1769 Franciszka Rzewuska, żona Michała, właścicielka Podniestrzan, ufundowała miejscowy kościół. W kościele znajdował się od 1746 obraz Chrystusa ukrzyżowanego nieznanego autora, uważany za cudowny. Opis cudów został wydany drukiem w 1886 nakładem proboszcza ks. Joachima Motykiewicza. 16 września 1945 proboszcz Michał Kaspruk opuścił wraz z parafianami Brzozdowce zabierając między innymi obraz Chrystusa ukrzyżowanego, który obecnie znajduje się w Konkatedrze św. Jana Chrzciciela w Kamieniu Pomorskim. Od 1949 kościół służył jako kołchozowy skład materiałów chemicznych. W 1992 kościół zwrócono, a 23 stycznia 1993 bp Marcjan Trofimiak dokonał jego poświęcenia i rozpoczął się okres licznych remontów zniszczonego kościoła. 17 września 1995 podczas odpustu umieszczono w kościele kopię obrazu Chrystusa ukrzyżowanego. 14 września 2005 kard. Marian Jaworski erygował w Brzozdowcach sanktuarium Krzyża Świętego. Obecnie rzymskokatolicka parafia pod wezwaniem Podwyższenia Krzyża Świętego prowadzona przez salwatorianów.

### Cerkiew
We wsi znajduje się również prawosławna cerkiew pod wezwaniem Narodzenia Pana Jezusa (Narodzenia Pańskiego). Świątynia jako greckokatolicka została zbudowana według projektu architekta lwowskiego Wasyla Nahirnego.

## Osoby związane z Brzozdowcami
- ppor. Bronisław Gawrecki – polski oficer, kawaler orderu Virtuti Militari
- ks. Kazimierz Kozłowski – polski nauczyciel religii, w 1931 przeniesiony do 7-klasowej szkoły żeńskiej w Buczaczu[5]
- Wiktor Jan Wołodkowicz h. Radwan – dzierżawca dóbr Brzozdowce i Zawałów[6]